# The Private Lives of Elizabeth and Essex
The Private Lives of Elizabeth and Essex (bra: Meu Reino por um Amor; prt: Isabel de Inglaterra) é um filme estadunidense de 1939, dos gêneros drama histórico e romance, dirigido por Michael Curtiz, e estrelado por Bette Davis, Errol Flynn e Olivia de Havilland. O roteiro de Norman Reilly Raine e Æneas MacKenzie foi baseado na peça teatral "Elizabeth the Queen" (1930), de Maxwell Anderson, que ficcionaliza a relação histórica entre Rainha Elizabeth I e Robert Devereux, Conde de Essex.
Este foi o quinto dos oito filmes que Flynn e de Havilland coestrelaram juntos, além de ser o segundo que Davis e de Havilland estrelaram juntas.
O elenco de apoio inclui Donald Crisp, Henry Daniell, Henry Stephenson e Vincent Price. A trilha sonora foi composta por Erich Wolfgang Korngold.
O filme foi uma produção da Warner Bros., e tornou-se o sucesso que o estúdio havia antecipado, trazendo um alto lucro. Entre as cinco indicações ao Oscar que o filme recebeu, estava uma indicação para melhor fotografia colorida. Davis estava cotada para receber uma indicação ao Oscar por seu papel; no entanto, ela foi indicada por "Dark Victory" (também da Warner).

## Sinopse
Nasce um relacionamento – tanto político quanto pessoal – entre a já madura Rainha Elizabeth I (Bette Davis) e o jovem perspicaz Robert Devereux, Conde de Essex (Errol Flynn), que, durante algum tempo, chegou a ser seu membro real favorito.

## Elenco

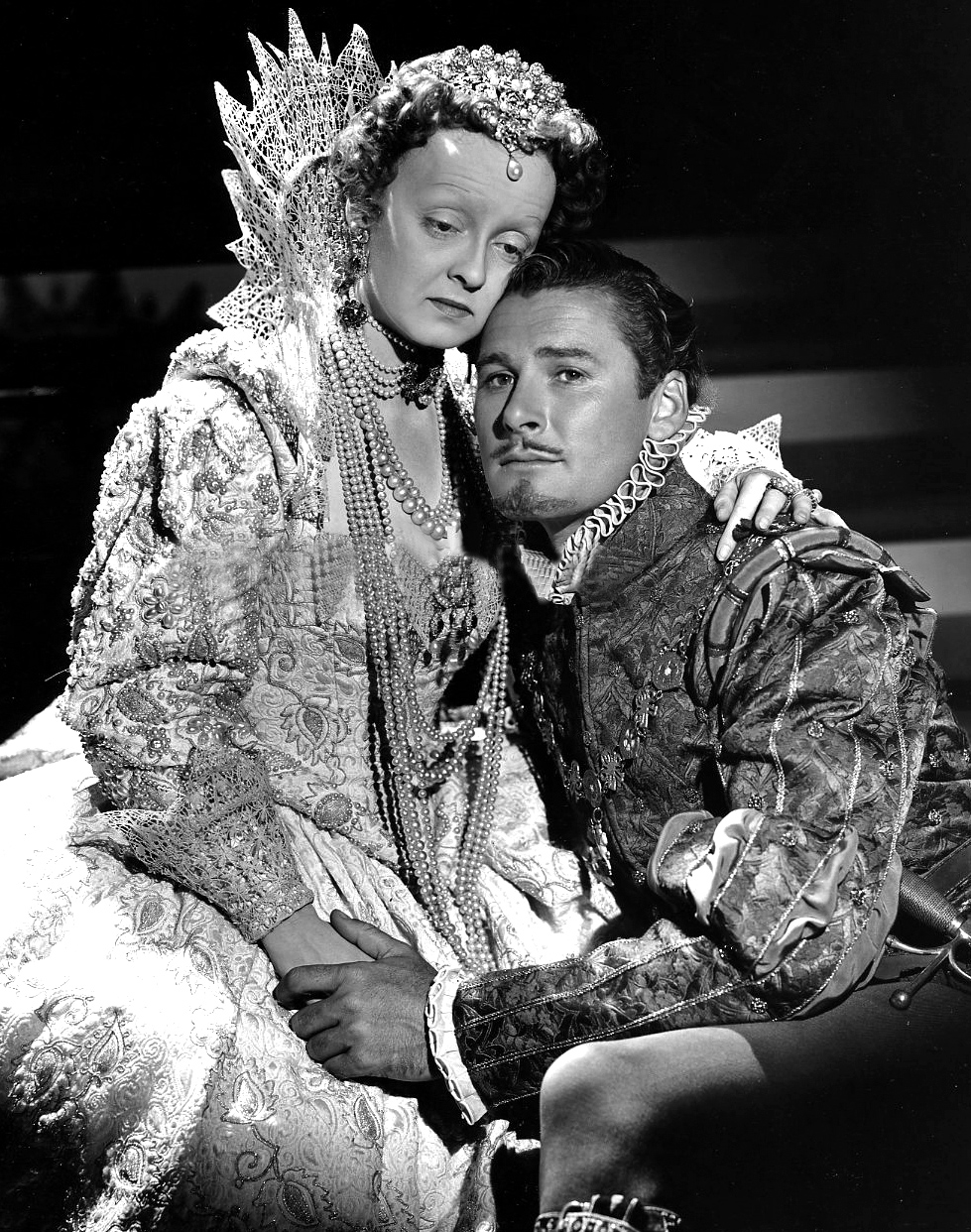
Bette Davis e Errol Flynn em foto publicitária do filme.

- Bette Davis como Rainha Elizabeth I da Inglaterra
- Errol Flynn como Robert Devereux, Conde de Essex
- Olivia de Havilland como Dama Penelope Gray
- Donald Crisp como Francis Bacon
- Alan Hale, Sr. como Hugh O'Neill, Conde de Tyrone
- Vincent Price como Sir Walter Raleigh
- Henry Stephenson como Lorde Burghley
- Henry Daniell como Sr. Robert Cecil
- James Stephenson como Sr. Thomas Egerton
- Nanette Fabray como Amante Margaret Radcliffe
- Ralph Forbes como Lorde William Knollys
- Robert Warwick como Lorde Mountjoy
- Leo G. Carroll como Sr. Edward Coke

Não-creditados
- Guy Bellis como Lorde Charles Howard
- Holmes Herbert como Mordomo
- I. Stanford Jolley como Espectador

## Produção
A peça teatral, hoje pouco conhecida, chegou a fazer sucesso na Broadway, estrelada por Lynn Fontanne e Alfred Lunt. 

### Mudança de título
O título do filme era originalmente o mesmo da peça, mas Flynn exigiu que sua presença fosse reconhecida no título. No entanto, o novo título, "The Knight and the Lady", incomodou Davis, que sentiu que dava mais importância ao protagonista masculino do que a ela – e essa era, em sua opinião, essencialmente "uma história de mulher". Ela enviou pelo menos dois telegramas em abril e junho de 1938 para o chefe de estúdio Jack L. Warner exigindo que o título incluísse o nome de Elizabeth antes do nome de Essex, ou ela se recusaria a fazer o filme. "Elizabeth and Essex", um dos títulos preferidos de Davis, já estava sob direitos autorais como o título de um livro escrito por Lytton Strachey. No final, o estúdio concordou e deu ao filme o título no qual é conhecido hoje, espelhando os títulos de filmes históricos anteriores, como "The Private Life of Henry VIII" e "The Private Life of Don Juan".

### Parceria de Davis e Flynn
Davis relembrou mais tarde suas dificuldades em fazer o filme. Ela estava muito entusiasmada com o desafio de interpretar Elizabeth (em 1955, ela voltaria a interpretá-la como uma mulher mais velha em "The Virgin Queen"). Ela gostaria que Laurence Olivier interpretasse o papel de Essex, mas a Warner Bros., nervosa em dar o papel para um ator que era relativamente desconhecido nos Estados Unidos, em vez disso, escalou Errol Flynn, que estava no auge de seu sucesso. Davis sentiu que ele não estava à altura do personagem e também acreditava, por experiência anterior, que sua atitude casual em relação ao trabalho se refletiria em seu desempenho. Davis, em sua parte, estudou a vida de Elizabeth, trabalhou duro para adotar um sotaque inglês aceitável e raspou a linha do cabelo para conseguir uma maior semelhança à Rainha. Muitos anos depois, porém, Davis assistiu ao filme com sua amiga, Olivia de Havilland. No final da produção, Davis virou-se para de Havilland e admitiu: "Eu estava errada, errada, e errada. Flynn foi brilhante!"
Flynn e Davis, nascidos, respectivamente, em 1909 e 1908, possuíam quase a mesma idade (30 e 31 em 1939), em contraste com a diferença de idade de mais de 30 anos entre Elizabeth e Essex na vida real. Davis também tinha menos da metade da idade que a verdadeira Elizabeth tinha no momento dos eventos retratados, que era 63 anos.
Uma cena final de Essex no bloco de execução foi cortada após a pré-estreia do filme.

## Recepção
O público gostou do personagem charmoso e malandro de Flynn, apesar de seu indisfarçável sotaque australiano, mas os críticos o consideraram o elo fraco na produção, com o The New York Times escrevendo: "A Elizabeth de Bette Davis é uma caracterização forte, resoluta e sem glamour, e o Essex do Sr. Flynn tem tanta chance contra ela quanto um atirador de feijão contra um tanque".
Algumas cenas do filme foram reutilizadas em "The Adventures of Don Juan" (1948).
Nos anos entre a morte de Flynn e o lançamento do filme em videocassete e suas primeiras exibições na televisão a cabo, o título havia sido mudado para "Elizabeth the Queen". O título atual foi restaurado alguns anos depois.

### Bilheteria
De acordo com os registros da Warner Bros., o filme arrecadou US$ 955.000 nacionalmente e US$ 658.000 no exterior, totalizando US$ 1.613.000 mundialmente.

## Prêmios e homenagens
| Ano  | Cerimônia | Categoria                  | Indicado                       | Resultado | Ref.          |
| ---- | --------- | -------------------------- | ------------------------------ | --------- | ------------- |
| 1940 | Oscar     | Melhor direção de arte     | Anton Grot                     | Indicado  | [ 15 ] [ 16 ] |
| 1940 | Oscar     | Melhor fotografia colorida | Sol Polito & W. Howard Greene  | Indicado  | [ 15 ] [ 16 ] |
| 1940 | Oscar     | Melhor trilha sonora       | Erich Wolfgang Korngold        | Indicado  | [ 15 ] [ 16 ] |
| 1940 | Oscar     | Melhor som                 | Nathan Levinson                | Indicado  | [ 15 ] [ 16 ] |
| 1940 | Oscar     | Melhores efeitos especiais | Byron Haskin & Nathan Levinson | Indicado  | [ 15 ] [ 16 ] |

O filme foi reconhecido pelo Instituto Americano de Cinema nas seguintes listas:
- 2002: 100 Anos...100 Paixões – Indicado[17]
- 2005: 100 Anos de Trilha Sonora – Indicado[18]